# Aurelian Preda
Aurelian Ion Preda (n. 2 februarie 1970, Curtea de Argeș, Argeș, România – d. 27 septembrie 2016, Viena, Austria) a fost un cântăreț român de muzică populară, cunoscut ca prezentator și realizator ale emisiunii Povești de viață și Destine celebre la Etno TV.

## Biografie

### Viață timpurie, sănătate
Aurelian Preda s-a născut în Curtea de Argeș într-o familie iubitoare de folclor, muzică populară și lăutărească. Când avea 12 ani, tatăl său a murit;  Aurelian Preda a fost nevoit să lucreze ca vânzător la un aprozar pentru a se putea întreține la școală. Și-a dorit să devină preot, însă a renunțat la acest gând după ce a fost descurajat de o profesoară în clasa a VIII-a. A absolvit Colegiul Național „Vlaicu Vodă” din orașul natal. Viața cântărețului a fost marcată de mai multe probleme medicale. A fost diagnosticat cu anevrism cerebral și s-a aflat în moarte clinică, medicii nemaiacordându-i șanse de supraviețuire. În 2010, Aurelian Preda a fost diagnosticat cu cancer de colon pentru vindecarea căruia a trecut prin patru operații. Acesta i-a cauzat însă moartea la 46 de ani, într-o clinică privată din Viena; Aurelian Preda a fost înmormântat la Mănăstirea Dervent.

### Viață personală
Aurelian Preda a fost căsătorit cu Mariela, o fostă colegă de la liceul din Curtea de Argeș, cu care a avut trei copii: două fete și un băiat; una dintre fiice, Anamaria Rosa, este și ea cântăreață de muzică populară. Soția sa mai avea o fată dintr-o primă căsătorie, despre care Aurelian Preda a declarat „[o] iubesc mult și o consider copilul meu”.